# ジョルダン測度
数学におけるペアノ-ジョルダン測度（英: Peano–Jordan measure）あるいはジョルダン測度（ジョルダン容積、英: Jordan content）とは、有限次元における、複雑過ぎない図形（集合）の長さ・面積・体積に当たる「大きさ」（ある種の「容積」、いわば有限次元超体積、高次元体積）を考えたもののことである。
またジョルダン測度の定義は、そのような容積が（折れ線や三角形・台形や球体のような図形がそうであるように）より複雑な図形に対しても厳密に定まるために満たされるべき、適当な条件（可測条件）を明らかにするものである。しかし、与えられた集合が（古典的な意味での「容積」としての）ジョルダン測度を持つには、それが極めて素直な性質を持つ必要がある（それでも実用上現れる集合の多くはそれを満足する）ことが分かっており、したがってそのような集合はある意味では限定的である（それゆえ、ジョルダン測度をより大きな集合のクラスに対して拡張したルベーグ測度を用いるのが現在ではより一般的である）。
歴史的に言えば、ジョルダン測度が最初に現れるのは19世紀の終わりにかけてであり、歴史的経緯で「ジョルダン測度」(Jordan measure) の語はすでに浸透した用法となってはいるが、現代的な定義で言えば真の測度 (measure) ではない（ジョルダン可測な集合全体は完全加法族をなさない）ことに注意が必要である。例えば、一点集合 {x} (x ∈ R) は何れもジョルダン測度零であるが、そのような集合の可算和になる Q ∩ [0, 1] はジョルダン可測でない。文献によっては Jordan content（ジョルダン容積、有限加法的ジョルダン測度）の語（有限加法的測度の項も参照のこと）を用いるものがあるのは、そのような事情による。
ペアノ–ジョルダン測度の名称はその創始者としてのフランス人数学者カミーユ・ジョルダンおよびイタリア人数学者ジュゼッペ・ペアノに由来する。
線型汎函数としての「ジョルダン測度に関する（ルベーグ式の）積分」は（ルベーグ測度に関する（ルベーグ式の）積分がルベーグ積分であるというのと同じ意味で）リーマン積分である。

## 基本集合の測度
n次元ユークリッド空間 Rn で考える。初めに、左閉かつ右開な有界区間の直積集合 {\displaystyle C:=[a_{1},b_{1})\times [a_{2},b_{2})\times \cdots \times [a_{n},b_{n})} をとる（半開区間を考えるのは技術的理由からであって、後で述べるが必要ならば閉区間や開区間を用いてもよい）。このような集合は n次元（超）矩形、あるいは単に「矩形」と呼ぶ（あるいはまた、n次元（超）区間のような語も用いられる）。これら矩形に対して、そのジョルダン測度は、直積因子となる各区間の長さの積 {\displaystyle m(C):=(b_{1}-a_{1})(b_{2}-a_{2})\cdots (b_{n}-a_{n})} で定義される。

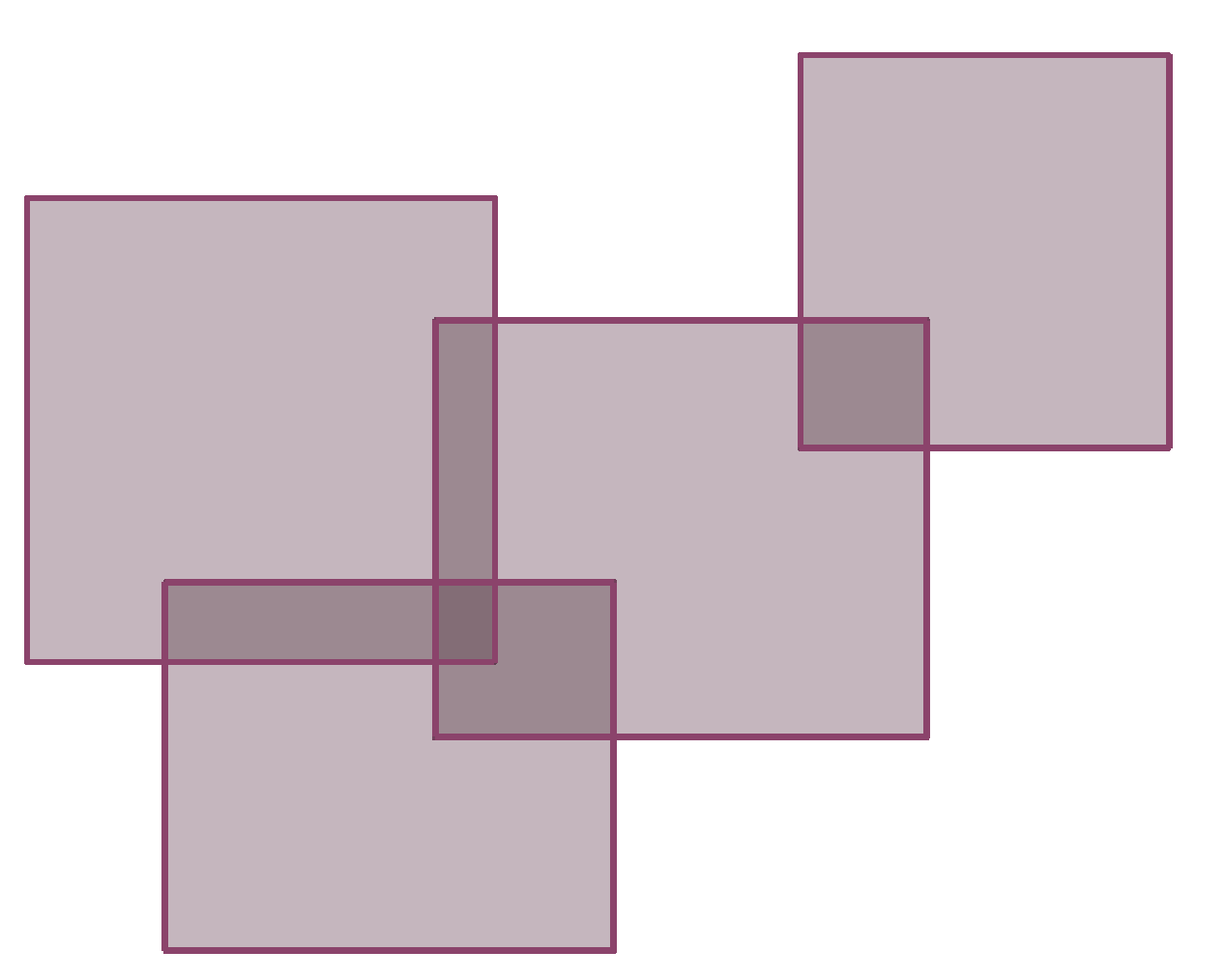
定義により、基本集合とは矩形の合併（重なってもよい）を言う。

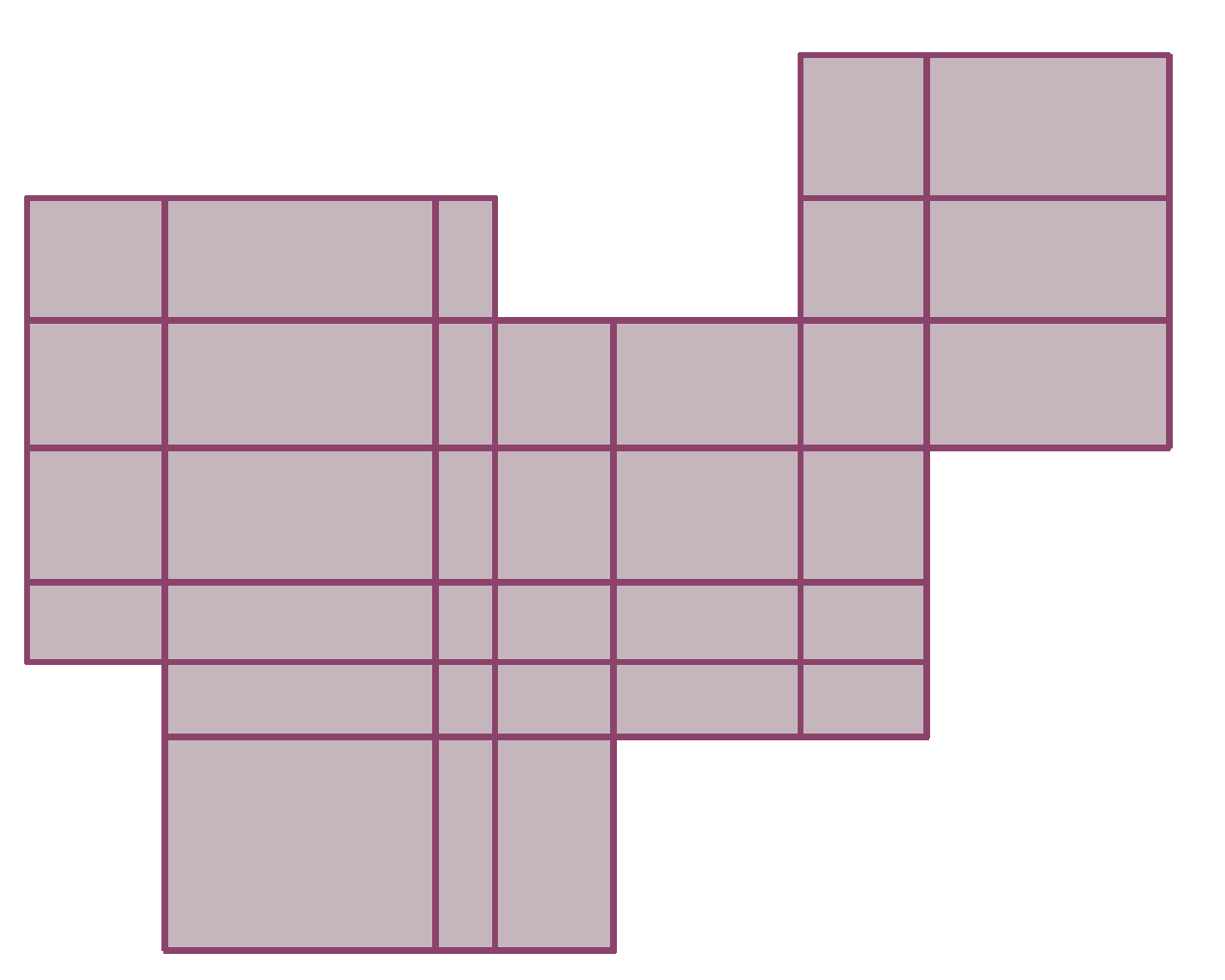
矩形に重なりのある基本集合は重なりのない矩形の合併に分解しなおせる。

次いで、矩形の有限合併として、基本集合 (simple set) あるいは矩形塊 (polyrectangle){\displaystyle S:=C_{1}\cup C_{2}\cup \dotsb \cup C_{k}\quad (k\geq 1)} を考える。S のジョルダン測度として単純に個々の矩形の測度の和を割り当てることは、そのような S の表示はいくらでも矩形を重ねられ、全く一意ではないから、妥当でない。しかし都合の良いことに、任意の基本集合 S をどの二つも互いに交わらない矩形の有限族に書き直すことができて、それら交わりのない矩形のジョルダン測度の和として基本集合 S のジョルダン測度 m(S) を定義するならば、そのように定義した S のジョルダン測度が、S の矩形の有限合併としての表示の仕方に依らないことが証明できる（この書き換えの過程において、矩形を半開区間をもとに定義したことが利いてくる）。

## より複雑な図形への拡張

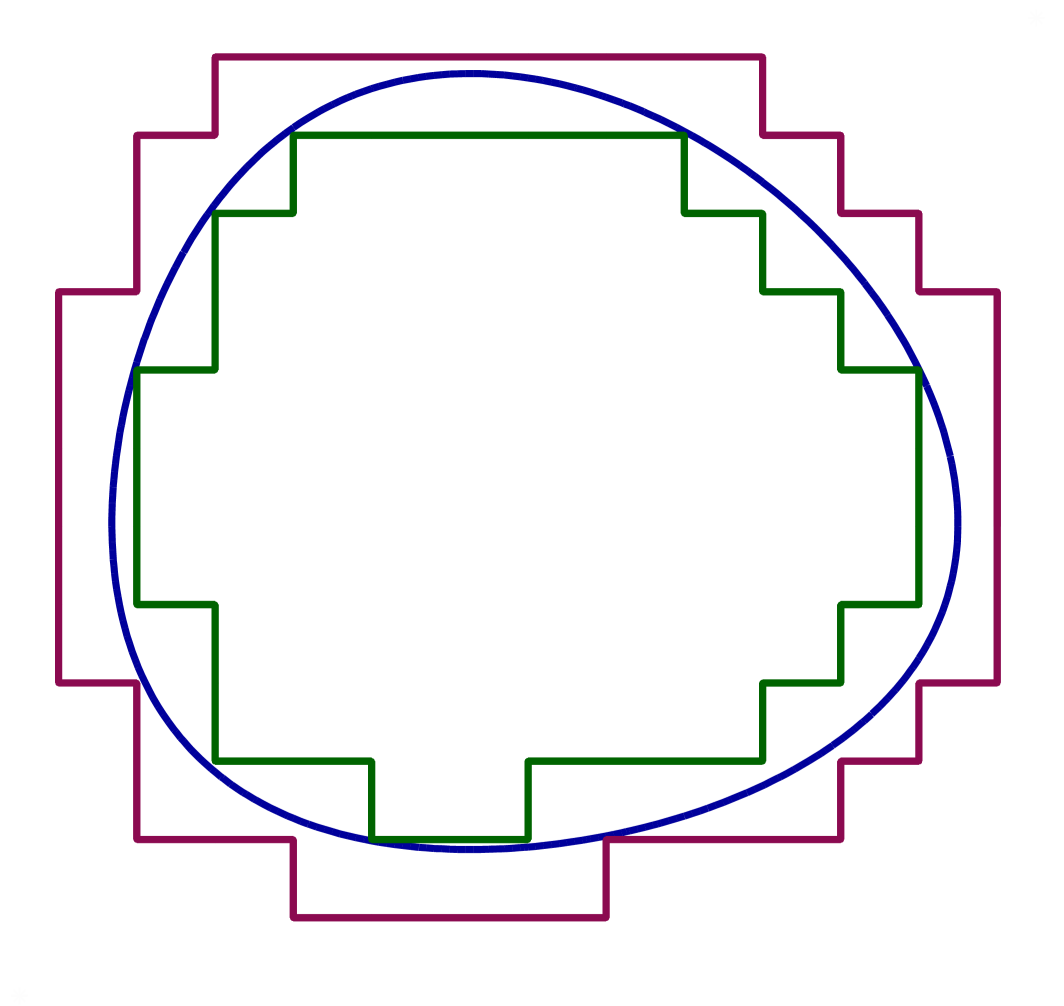
図の青い曲線で囲まれた領域が考える対象となる集合とする。この集合がジョルダン可測となる（つまり面積を持つ）ことの定義は、（図では緑で境界を表された図形のような）内側から近似する基本図形と（図では紫で境界を表された図形のように）外側から近似する基本図形を同時に考えるとき、それら内と外の二種類の基本図形のジョルダン測度（面積）がいくらでも近くなるようにできることである。

閉区間の直積集合 {\textstyle [a_{1},b_{1}]\times [a_{2},b_{2}]\times \cdots \times [a_{n},b_{n}]} が基本集合でも球体でもないのだから、ここまでに見たジョルダン可測集合は、いまだ非常に限られているということは留意すべき点である。そこで次の段階として、基本集合で「適切に近似できる」("well-approximated") 有界集合がジョルダン可測であるようにすることは重要である。これはリーマン可積分函数を区分的に定数な函数で近似できるというのとちょうど同じ仕方である。
厳密に、有界集合 B のジョルダン内測度 (inner Jordan measure) を {\displaystyle m_{*}(B):=\sup _{S\subset B}m(S)} で、またジョルダン外測度 (outer Jordan measure) を {\displaystyle m^{*}(B):=\inf _{S\supset B}m(S)} で、それぞれ定義する（この上限および下限は、何れも基本集合 S のすべてに亙ってとる）。集合 B がジョルダン可測であるとは、B の内測度と外測度とが一致するときに言い、その共通の値を単に B のジョルダン測度と呼ぶ。
これにより、各辺が開または閉区間であるような任意の矩形は可測となることが分かり、さらに任意の球体、単体などもまたジョルダン可測となる。同様に、2つの連続函数が与えられたとき、それら函数のグラフに挟まれた点全体の成す集合は、それが有界である限りにおいてジョルダン可測であり、2つの函数の共通領域もまたジョルダン可測である。ジョルダン可測集合からなる有限族の合併および交叉はジョルダン可測であり、同じように2つのジョルダン可測集合の差もまたジョルダン可測となる。

## ジョルダン可測でない例
ジョルダン内測度、ジョルダン外測度はユークリッド空間内の任意の集合に定義されるにも拘らず、ジョルダン内測度とジョルダン外測度が一致し（あるいは境界がジョルダン測度零で）なければならないという「可測条件」は、ジョルダン可測となる集合の種類を極めて制限することになる。
任意のコンパクト集合はジョルダン可測とは限らず、実際に例えば太いカントール集合はジョルダン可測でない。
同様に有界な開集合も必ずしもジョルダン可測とは限らない。例えば太いカントール集合の（区間の中での）補集合は可測でない。
有界集合がジョルダン可測となるための必要十分条件は、その定義函数がリーマン可積分となることである。
ルベーグ測度を{\displaystyle \mu }で表すことにすればユークリッド空間の有界集合 Aに対して以下が成り立つことが知られている
{\displaystyle m_{*}(A)=\mu (A^{\circ }),m^{*}(A)=\mu ({\bar {A}})}
これにより、有界集合がジョルダン可測となるための必要十分条件はその境界がルベーグ測度零となることであることが従う（有界集合の境界はコンパクトであるから、さらに「境界がジョルダン測度零となること」と言い換えてもよい）。
またルベーグ内測度、ルベーグ外測度、を{\displaystyle \mu _{*},\mu ^{*}}で表すことにすれば
{\displaystyle m_{*}(A)\leq \mu _{*}(A)\leq \mu ^{*}(A)\leq m^{*}(A)}
が成り立つこともすぐに分かる。従ってジョルダン可測な有界集合はルベーグ可測である。しかし逆は成り立たない。

## ルベーグ測度
前述の通りジョルダン可測な集合の種類はかなり絞られてしまうことがわかる。
例えば区間 [0, 1] に含まれる有理数全体の成す集合は、その境界が [0, 1] 全体となりジョルダン測度零でないから、ジョルダン可測でない訳であるが、直観的には有理数全体の成す集合は可算無限だから「小さい」集合として「大きさ」は零であると思いたい。これは実際には「正しい」感覚なのだが、それはジョルダン測度ではなくルベーグ測度を考えた場合の話である。
前述の通りルベーグ測度はジョルダン可測集合に関する限り、そのジョルダン測度と一致する訳であるが、ルベーグ測度はより広範なクラスの集合に対して定義可能で、たとえば上で述べた区間内の有理数の集合や、有界でない集合あるいはフラクタルのようなものに対してもルベーグ測度が定まる（ルベーグ可測性に関するカラテオドリの判定条件も参照）。また、ルベーグ測度は、ジョルダン測度の場合と異なり、真の測度を与える。これはつまり、ルベーグ可測集合の可算合併はやはりルベーグ可測である（対して、ジョルダン可測集合の可算合併は必ずしもジョルダン可測でない）ということを意味する。

## 注